# Осмар
Осма́р (болг. Осмар) — село в Шуменській області Болгарії. Входить до складу общини Великий Преслав.

## Населення
За даними перепису населення 2011 року у селі проживали 303 особи.
Національний склад населення села:
| Національність   | Кількість осіб | Відсоток |
| ---------------- | -------------- | -------- |
| болгари          | 274            | 94,2%    |
| турки            | 13             | 4,5%     |
| Всього відповіли | 291            |          |

Розподіл населення за віком у 2011 році:
Динаміка населення: